# Льявальоль, Фелипе
Фелипе Эстебан Льявальоль (исп. Felipe Esteban Llavallol; 26 декабря 1802, Буэнос-Айрес — 4 апреля 1874, Буэнос-Айрес) — аргентинский государственный деятель и предприниматель. Член обеих палат парламента непризнанного Государства Буэнос-Айрес и губернатор провинции Буэнос-Айрес.

## Биография
Фелипе Эстебан Льявальоль родился 26 декабря 1802 года в семье бизнесмена из Каталонии. Как и его отец, Фелипе предпочёл заниматься бизнесом, для чего после окончания учёбы присоединился к фирме «Llavallol Brothers». Помимо предпринимательской деятельности, он также проявил себя на государственной службе. Так в 1850-х годах он занимал кресла в обеих палатах парламента непризнанного государства Буэнос-Айрес, а в 1855 году он стал первым президентом Фондовой биржи Буэнос-Айреса. В 1859 году он получил назначение на пост губернатора провинции Буэнос-Айрес, который занимал до мая 1862 года.
В его честь в 1885 году получили своё название железнодорожная станция и город Льявальоль в муниципалитете Ломас-де-Самора.